# 요한 보스코
요한 보스코(John Bosco, 1815년 8월 16일 - 1888년 1월 31일)는 이탈리아의 로마 가톨릭 신부이다. 돈 보스코(보스코 신부)로도 알려져 있다. 살레시오 수도회를 창설하고 평생을 어린이와 청소년 교육에 헌신하였다. 지금도 그의 이름을 딴 돈 보스코 청소년 센터에서는 청소년들을 대상으로 직업교육을 실시하고 있다.
1907년에 교황 비오 10세에 의해 가경자로 선언되었다. 1929년 교황 비오 11세가 복자로 시복하였고, 1934년 4월 1일에 비오 11세에 의해 성인으로 선포되었다. 청소년들을 위해서 헌신한 그의 생애는 이탈리아 영화 《돈 보스코》로 만들어지기도 했다.

## 9년 꿈
1825년 후안은 자신의 삶에 대한 상징적 인 경험을 했으며 "9년의 수면"으로 기록되었다. 그가 공부 한 돈 보스코의 삶의 측면, 즉 후속 조치 전에 그의 꿈에 대한 존의 삶의 측면이 열릴 것이다. 특히이 첫 꿈은 가장 궁핍 한 젊은이들 가운데 그의 사명이 무엇인지에 대한 묘사로 지적되었다. 돈 보스코 자신이이 꿈을 묘사했다.
(...) 아홉 살 때 꿈을 꿨어요 ...이 꿈은 평생 함께했습니다! 우리 집에 가깝고 큰 놀이터 같았다. 많은 소년들이 있었고 일부는 나쁜 말을 하고 주먹으로 그들을 때렸다. 그 순간 "나는이 아이들을 주먹이 아닌 멋지게 칠거야"라는 캐릭터가 나에게 나타났다. 저는 겨우 9 살이었다. 누가 나에게 불가능한 일을하라고 요구하고 있었습니까? 그는“나는 그의 아들이다. 당신의 어머니는 하루에 세 번씩 인사하라고 가르쳤다. 어머니에게 내 이름을 물어보세요. 갑자기, 웅장한 존재감을 가진 여성이 나타났다. 나는 혼란 스러웠다. 그녀는 나를 그녀에게 이끌고 손을 잡았다. 나는 모든 아이들이 떠났다는 것을 깨달았고 그곳에서 나는 모든 종류의 동물을 보았다 : 개, 고양이, 곰, 늑대 ... 그녀는 나에게 말했다 :«겸손하고 강하고 강해지십시오. 아이들은 함께 있어야한다. 나는 주위를 둘러 보았고 야생 동물이 유순 한 양으로 변하는 것을 보았다. 난 아무것도 이해하지 못했다. 그리고 나는 그 여자에게 그것을 설명해달라고 부탁했다. "때가되면 모든 것을 이해할 것이다."라고 그는 말했다. 13
꿈은 돈 보스코의 삶을 상징하며 그의 시대부터 연구의 대상이었다. 그러나이 특별한 꿈은 후안이 그것을 잘 이해하지 못하고 가정 내에서 다른 해석을 가졌음에도 불구하고 그의 사도직에 이르는 길이었다. 카파 소 신부가 자신의 꿈을 영혼의 선을 위한 신성한 계획의 일부로 인정하라고 조언 한 것은 1846년이 되어서야였다.
특히 '주먹 대신 친절하게이 소년들을 때릴 게'라는 문구는 돈 보스코의 미래 예방 체계의 근간이되어 살레 시안의 영성을 고취시킬 것이다.

## 관련 서적
- 요한아, 뭘 하니? - 글, 그림 방경복, 다솜
- 코라조!! 돈 보스코의 꿈은 계속 된다. - 원작 살레시오회 일본관구, 그림 스즈키 구리, 감수 우라타 신지로, 번역 임호련, 출판 돈보스코미디어, 구입문의 돈보스코미디어(dbm@sdb.kr, 02)828-3535, www.ibosco.net)
- 청소년의 친구, 스승, 아버지 돈 보스코 - 테레시오 보스코 지음, 서정관 옮김, 출판 돈보스코미디어, 구입문의 돈보스코미디어(dbm@sdb.kr, 02)828-3535, www.ibosco.net)